# Østeuropastudier
Østeuropastudier er en fælles betegnelse for det studie, der primært beskæftiger sig med historie, sprog og de samfundsmæssige vilkår, der gør sig gældende i et eller flere østeuropæiske lande.
Uddannelsen bliver udbudt på henholdsvis Aarhus Universitet og på Københavns Universitet. I Århus hedder uddannelsen Østeuropastudier og ligger under Institut for Kultur og Samfund, imens uddannelsen i København hedder Øst- og Sydøsteuropastudier og ligger under Institut for Tværkulturelle og Regionale Studier.
På begge universiteter findes der en 3-årig bacheloruddannelse og en 2-årig kandidatuddannelse.